# Gustavlinjen

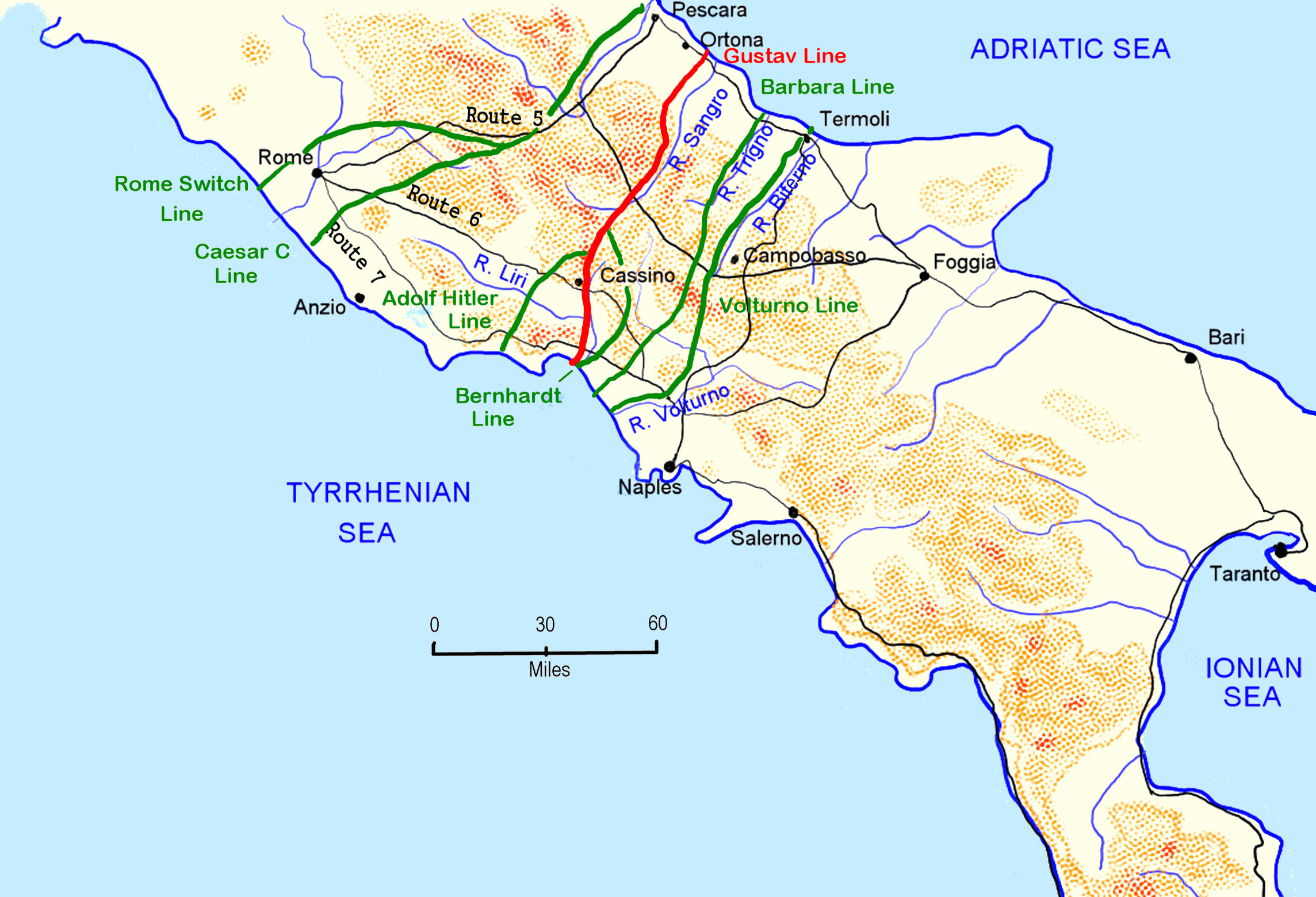
Tyska försvarslinjer söder om Rom. Gustavlinjen är markerad med rött.

Gustavlinjen var Nazitysklands huvudförsvarslinje i Italien under andra världskriget. Linjen gick tvärs igenom Italien söder om Rom. I slutet av 1943 hade tyskarna under ledning av Albert Kesselring lyckats etablera linjen som ett steg i sitt tillbakadragande från södra Italien och fortsatta försvar av den norra delen. Det var marockanska förband i fransk tjänst som bröt igenom Gustavlinjen och polska förband som intog klostret Monte Cassino, vilket blev känt som slaget om Monte Cassino, och lyckades därmed senare inta Rom. 